# Втельно
Втельно (пол. Wtelno, нім. Wittelskirch) — село в Польщі, у гміні Короново Бидґозького повіту Куявсько-Поморського воєводства.
Населення — 954 особи (2011).
У 1975-1998 роках село належало до Бидгощського воєводства.

## Демографія
Демографічна структура станом на 31 березня 2011 року:
|          | Загалом | Допрацездатний вік | Працездатний вік | Постпрацездатний вік |
| -------- | ------- | ------------------ | ---------------- | -------------------- |
| Чоловіки | 480     | 119                | 316              | 45                   |
| Жінки    | 474     | 100                | 276              | 98                   |
| Разом    | 954     | 219                | 592              | 143                  |